# Republik Südvietnam
Die Republik Südvietnam (vietnamesisch Cộng Hòa Miền Nam Việt Nam) war das Regime der provisorischen Regierung von Südvietnam nach der endgültigen militärischen Niederlage der mit den USA alliierten Armee der Republik Vietnam am 28. April 1975. Die zum Teil international anerkannte Übergangsregierung bestand seit Juni 1969 und war u. a. an den Pariser Friedensgesprächen beteiligt. Als ihr organisatorischer Vorläufer wird die Nationale Front für die Befreiung Südvietnams (NLF) betrachtet. Die Republik von Südvietnam bestand anschließend unangefochten für 15 Monate. Am 2. Juli 1976 vereinigten sich die Republik Südvietnam und die Demokratische Republik Vietnam (Nordvietnam) offiziell zur Sozialistischen Republik Vietnam.

## Regierung
Die Regierung der Republik Südvietnam  bezeichnete sich als „Provisorische Revolutionäre Regierung der Republik Südvietnam“ (Vietnamesisch: Chính Phủ Cách Mạng Lâm Thời Cộng Hòa Miền Nam Việt Nam), häufig abgekürzt als PRG (eng. provisonary revolutionary government) oder deutsch PRRSV.

### Geschichte
Die Provisorische Revolutionäre Regierung der Republik Südvietnam (PRG) war eine provisorische Regierung, die am 8. Juni 1969 im Gegensatz zur Nguyễn-Văn-Thiệu-Regierung der Republik Vietnam war.
Die PRG wurde von der National Liberation Front (NLF), der Allianz der nationalen, demokratischen und Friedenstruppen und der People’s Revolutionary Party gebildet und hatte somit eine Reihe von nationalistischen, anti-imperialistischen und kommunistischen politischen Ansichten, einschließlich der Vietnam Arbeiterpartei.
Nach den militärischen und politischen Ergebnissen der Tet-Offensive 1968 und der damit verbundenen militärischen Offensiven im Süden, in denen die NLF schwere militärische Verluste erlitt, war die PRG als eine politische Kraft geplant, die gegen den internationalen Einfluss die öffentliche Meinung zur Unterstützung der nationalen Unabhängigkeit und in Widerstand gegen die USA und der Republik Vietnam bringen könnte.
Das erklärte Ziel der PRG war eine formale staatliche Struktur der NLF und die Stärkung ihrer Forderung von „den südlichen Menschen“. In dieser Strategie wurde eine Verhandlungslösung für den Krieg und die Wiedervereinigung angestrebt. Es war während der ersten Phase der US-Politik der Vietnamisation, die von US-Präsident Richard Nixon und seinem National Security Advisor Henry Kissinger früh in ihre Verwaltung gegeben wurde und die frühere jaunissement-Politik von den Franzosen während ihrer Kolonialherrschaft in Indochina emulierte.
Während des Zeitraums 1969–1970 wurden die meisten der PRG-Kabinett-Ministerien in der Nähe der Grenze zu Kambodscha betrieben. Diese Bereiche wurden im April 1970 von der Invasion von Kambodscha durch ARVN und US-Streitkräfte heimgesucht. Die zentralen Stellen der PRG funktionierten so wie eine Regierung im Exil. Die PRG hatte diplomatische Beziehungen zu vielen so genannten „blockfreien“ Ländern, wie zum Beispiel Algerien, als auch mit der Sowjetunion und der Volksrepublik China.
Nach fünfjährigen Verhandlungen kam es am 27. Januar 1973 zum Abkommen über die Beendigung des Krieges und die Wiederherstellung des Friedens in Vietnam (kurz: Vertrag von Paris) und dem allmählichen Abzug aller US-Truppen.
Nach der Kapitulation von Saigon am 30. April 1975 hatte die PRG die Macht im Süden und unterteilte ihn in 40 Verwaltungsregionen. Bis Anfang 1976 erkannten 98 Staaten die PRG diplomatisch an. Ein Antrag auf Mitgliedschaft in den Vereinten Nationen scheiterte am Veto der Vereinigten Staaten. Am 24. Juni 1976 trat in Hanoi die erste gesamtvietnamesische Nationalversammlung zusammen. Die PRG erreichte somit die politische Wiedervereinigung des gesamten Landes, die am 2. Juli 1976 förmlich vollzogen wurde.

### Personal
| Posten                                                    | Name            | Amtsantritt  | Aus dem Amt  | Hinweise |
| --------------------------------------------------------- | --------------- | ------------ | ------------ | -------- |
| Präsident                                                 | Huỳnh Tấn Phát  | 8. Juni 1969 | 2. Juli 1976 | Keine    |
| Premierminister                                           | Nguyễn Hữu Thọ  | 8. Juni 1969 | 2. Juli 1976 | Keine    |
| Stellv. Vorsitzender                                      | Phung Van Cung  | 8. Juni 1969 | ?            |          |
| Stellv. Vorsitzender                                      | Nguyen Van Kiet | 8. Juni 1969 | ?            |          |
| Stellv. Vorsitzender                                      | Nguyen doa      | 8. Juni 1969 | ?            |          |
| Minister für Verteidigung                                 | Tram Nam Trung  | 8. Juni 1969 | ?            |          |
| Ministerin für auswärtige Angelegenheiten                 | Binh Nguyen Thi | 8. Juni 1969 | ?            |          |
| Minister des Innern                                       | Phung Van Cung  | 8. Juni 1969 | ?            |          |
| Minister für Justiz                                       | Truong Nhu Tang | 8. Juni 1969 | ?            |          |
| Minister für Wirtschaft und Finanzen                      | Cao Van Bon     | 8. Juni 1969 | ?            |          |
| Minister für Information und Kultur                       | Luu Huu Phuoc   | 8. Juni 1969 | ?            |          |
| Minister für Bildung und Jugend                           | Nguyen Van Kiet | 8. Juni 1969 | ?            |          |
| Minister für Gesundheit, Soziales und Behinderte Soldaten | Duong Quynh Hoa | 8. Juni 1969 | ?            |          |